# Querystring
De querystring is het deel van een URL waarin parameters doorgegeven worden aan een script-interpreter. Dit kan zowel een client-side-interpreter zijn (bijvoorbeeld JavaScript) als een server-side-interpreter (bijvoorbeeld PHP of ASP). 
In veel gevallen wordt het begin van de querystring gemarkeerd met een vraagteken en worden de verschillende parameters waar de querystring uit bestaat gescheiden met een ampersand, maar andere syntaxissen zijn ook mogelijk.
Wanneer de vraagteken/ampersand-syntaxis wordt gebruikt ziet een querystring er als volgt uit:
?parameter1=waarde1&parameter2=waarde2&parameter3=waarde3
Het aantal parameters is in principe onbegrensd, maar in de praktijk niet. De maximale lengte voor een querystring verschilt per browser, maar ligt meestal in de orde van 5000 bytes. 

## URL-encoding
Niet alle tekens kunnen zonder meer in de querystring worden opgenomen. Omdat de querystring een onderdeel is van de URL, gelden dezelfde regels voor een de querystring als voor een URL. Bijvoorbeeld een spatie moet vervangen worden door een plusteken of door "%20". Ook is het begrijpelijk dat de tekens "&" en "=" niet in de naam of de waarde van een parameter mogen worden opgenomen, deze hebben immers een speciale betekenis in de querystring.
Bij het coderen van verboden lettertekens door middel van URL-encoding worden deze tekens gecodeerd in UTF-8 en wordt elke byte weergegeven als een "%" gevolgd door twee hexadecimale cijfers. Bijvoorbeeld:
?ampersand=%26

## Form data
Om de beperking van de grootte van de querystring te omzeilen, worden grotere hoeveelheden data op een andere manier naar de webserver gestuurd. Het protocol HTTP ondersteunt ook de "POST"-methode, waarmee de gegevens als header in de request worden verstuurd. Bij deze methode wordt de praktische begrenzing voornamelijk bepaald door de verbindingssnelheid tussen de browser en de webserver.